# Кавак (остров)
Кавак е остров в река Марица. На него се събират държавните граници на България, Гърция и Турция. Площта на острова е 0,4 km2.
Островът е разположен в турска военна зона. През 1992 г. при подписването на Одринския документ между България и Турция се коментира идеята за достъп до територията му в река Марица, разделена като собственост между три държави. В 1994 г., по време на визита в Анкара на командира на сухопътни войски на България, отново се обсъжда въпросът за превръщането на острова в земя на тристранното приятелство.
През 2004 г. управителят на гръцкия ном Еврос Никос Зампонидас, областният управител на Хасковска област Георги Зарчев и валията на Одрин Нусрет Мироглу обсъждат идея за построяване на три моста и три порти, чрез които да се достига до острова от всяка от трите страни. Също така се обсъжда идеята за построяване на малък конгресен център, общ музей, специална изложбена зала и театър с 1500 места.
На 19 юли 2005 г., по инициатива на министъра на външните работи на България Соломон Паси, е открита гранична пирамида, която обозначава местоположението на събирането на трите граници. Тя е с височина 2 m и е изписано на български, гръцки и турски език „Солидарни към обединена Европа“.